# Halsberge

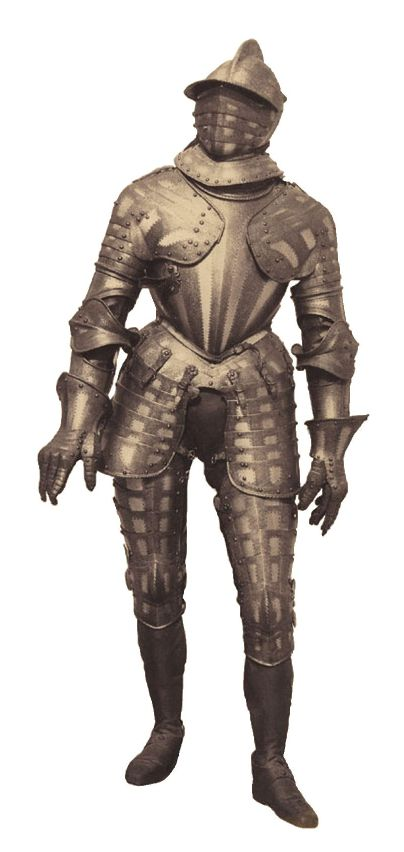
Halsberge bei einer Rüstung in der Ambrasersammlung, Wien (Foto um 1860)

Als Halsberge (altd. = halsberc, auch Ringkragen) bezeichnet man das den Hals schützende Teil der Rüstung des mittelalterlichen Ritters. Die Halsberge legte der Ritter zuerst an, weil an ihr der Harnisch mit Riemen befestigt wurde. Der Helm machte den Schluss. Er war mit einem Falz versehen, und dieser verband ihn direkt mit der Halsberge oder dem Ringkragen, so dass der Kopf seitlich bewegt werden konnte. Ferner hatte er Kinnstück und Nackenschirm, ersteres wurde mit einem Haken an der Halsberge befestigt und hielt so den Helm. Kinnstück, Mundstück und Visierstück wurden gemeinschaftlich durch eine Schraube am Helm gehalten und unter sich durch Haken befestigt.
Die Unterlassung dieses Einhakens bei einem Turnier kostete Heinrich II., König von Frankreich, am 10. Juli 1559 das Leben.

## Weitere Entwicklung nach dem Mittelalter
Im Übergang zur frühen Neuzeit bestand die Halsberge weiterhin, um im Verlauf des 16. und 17. Jahrhunderts immer stärker zum Ringkragen, einem halbmondförmigen Brustschild mit lediglich dekorativem Zweck zu schrumpfen. Diesen findet man sowohl bei Kürassieren des 18. und frühen 19. Jahrhunderts als auch bei der Militärpolizei der Wehrmacht.

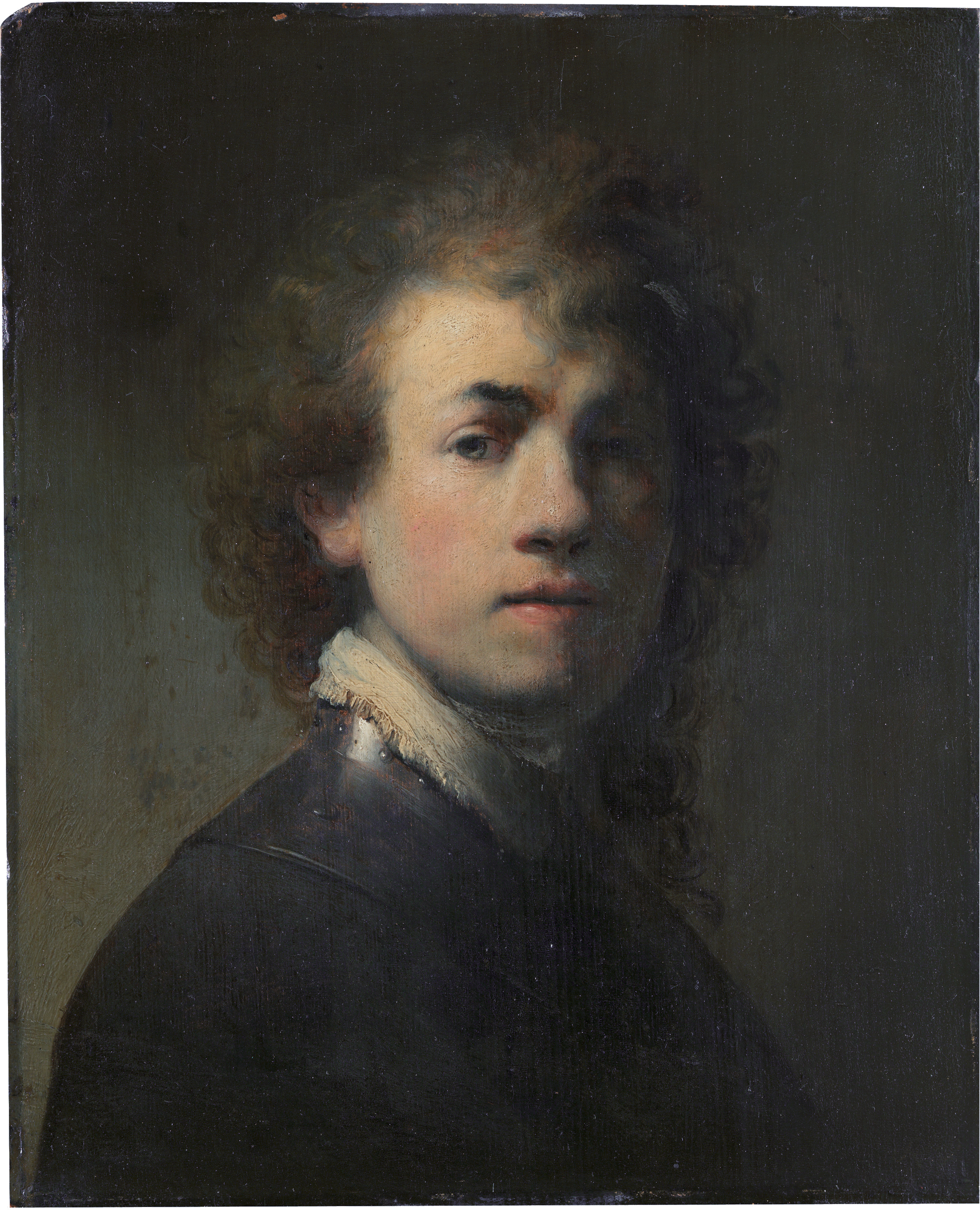
Rembrandt: Selbstbildnis mit Halsberge, 1629

## Sonstiges

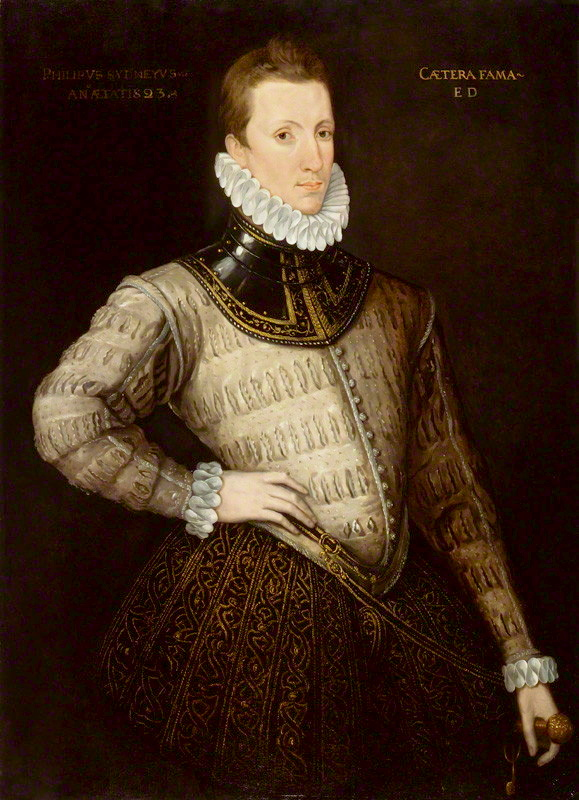
Philip Sidney mit Halsberge

Bereits die Assyrer kannten eine Form der Halsberge. Deren Schuppenpanzer wurden mit der so genannten gurpīsu abgeschlossen.